# سمية رضا
سمية رضا ممثلة سعودية  شاركت في بعض الأعمال الفنية، وكان من أبرزها مسلسل رشاش ومسلسل بنات الملاكمة 2 ومسلسل حارس الجبل.

## قائمة الأعمال
| سنة الإنتاج | اسم المسلسل     | الشخصية |
| ----------- | --------------- | ------- |
| 2017        | بشر             | سارة    |
| 2020        | بنات الملاكمة 2 | ولاء    |
| 2020        | حارس الجبل      | عهود    |
| 2020        | كنا أمس         | محبة    |
| 2021        | بعد حين         | نوف     |
| 2021        | رشاش            | عايدة   |
| 2025        | هزاع            | هدى     |